# Copa Africana de Naciones Sub-17
La Copa Africana de Naciones Sub-17 es un torneo de selecciones nacionales de fútbol compuestas por jugadores masculinos menores de 17 años. El torneo es organizado cada dos años por la Confederación Africana de Fútbol.
De los diez torneos disputados, Ghana, Nigeria, Gambia, Malí y Camerún han obtenido dos títulos, mientras que Burkina Faso, Egipto, y Costa de Marfil lo ganaron en una oportunidad.
El 6 de agosto de 2015, el Comité Ejecutivo de la CAF decidió cambiar el nombre del torneo del Campeonato Africano Sub-17 por el de la Copa Africana de Naciones Sub-17, similar a la versión adulta, la Copa Africana de Naciones.

## Resultados y estadísticas

### Eliminatoria Africana Sub-16
| Año  | Sede         |                 | Clasificados | Clasificados | Clasificados |
| Año  | Sede         | Ganador         | Ganador      | Ganador      |              |
| ---- | ------------ | --------------- | ------------ | ------------ | ------------ |
| 1985 | Ida y Vuelta | Congo           | Guinea       | Nigeria      |              |
| 1987 | Ida y Vuelta | Costa de Marfil | Egipto       | Nigeria      |              |
| 1989 | Ida y vuelta | Nigeria         | Ghana        | Guinea       |              |

### Eliminatoria Africana Sub-17
| Año  | Sede         |         | Clasificados | Clasificados | Clasificados |
| Año  | Sede         | Ganador | Ganador      | Ganador      |              |
| ---- | ------------ | ------- | ------------ | ------------ | ------------ |
| 1991 | Ida y Vuelta | Ghana   | Congo        | Sudán        |              |
| 1993 | Ida y Vuelta | Ghana   | Nigeria      | Túnez        |              |

### Resumen de ediciones
Esta tabla muestra los principales resultados de la fase final de cada campeonato:
| Año                              | Sede        | Campeón         | Final Resultado | Segundo lugar | Tercer lugar    | Resultado         | Cuarto lugar    |           |
| Campeonato Africano Sub 17       |             |                 |                 |               |                 |                   |                 |           |
| 1995 Detalle                     | Malí        | Ghana           | 3:1             | Nigeria       | Guinea          | 2:1               | Malí            |           |
| 1997 Detalle                     | Botsuana    | Egipto          | 1:0             | Malí          | Ghana           | 1:0               | Etiopía         |           |
| 1999 Detalle                     | Guinea      | Ghana           | 3:1             | Burkina Faso  | Malí            | 1:0               | Camerún         |           |
| 2001 Detalle                     | Seychelles  | Nigeria         | 3:0             | Burkina Faso  | Malí            | -                 | [ 3 ]           |           |
| 2003 Detalle                     | Suazilandia | Camerún         | 1:0             | Sierra Leona  | Nigeria         | 3:1               | Egipto          |           |
| 2005 Detalle                     | Gambia      | Gambia          | 1:0             | Ghana         | Costa de Marfil | 1:0               | Sudáfrica       |           |
| 2007 Detalle                     | Togo        | Nigeria         | 1:0             | Togo          | Ghana           | 1:0               | Túnez           |           |
| 2009 Detalle                     | Argelia     | Gambia          | 3:1             | Argelia       | Burkina Faso    | 2:0               | Malaui          |           |
| 2011 Detalle                     | Ruanda      | Burkina Faso    | 2:1             | Ruanda        | Congo           | 2:1               | Costa de Marfil |           |
| 2013 Detalle                     | Marruecos   | Costa de Marfil | 1:1 5:4 penales | Nigeria       | Túnez           | 1:1 11:10 penales | Marruecos       |           |
| 2015 Detalle                     | Níger       | Malí            | 2:0             | Sudáfrica     | Guinea          | 3:1               | Nigeria         |           |
| Copa Africana de Naciones Sub-17 |             |                 |                 |               |                 |                   |                 |           |
| 2017 Detalle                     | Gabón       | Malí            | 1:0             | Ghana         | Guinea          | 3:1               | Níger           |           |
| 2019 Detalle                     | Tanzania    | Camerún         | 0:0 5:3 penales | Guinea        | Angola          | 2:1               | Nigeria         |           |
| 2021 Detalle                     | Marruecos   | Cancelado       | Cancelado       | Cancelado     | Cancelado       | Cancelado         | Cancelado       | Cancelado |
| 2023 Detalle                     | Argelia     | Senegal         | 2:1             | Marruecos     | Burkina Faso    | 2:1               | Malí            |           |
| 2025 Detalle                     | Marruecos   | Marruecos       | 0:0 4:2 penales | Malí          | Costa de Marfil | 1:1 4:1 penales   | Burkina Faso    |           |

### Palmarés
La lista a continuación muestra a los equipos que han estado entre los cuatro mejores de alguna edición del torneo. En cursiva, se indica el torneo en que el equipo fue local.
| Equipo          | Campeón        | Subcampeón     | Tercer lugar         | Cuarto lugar   |
| --------------- | -------------- | -------------- | -------------------- | -------------- |
| Malí            | 2 (2015, 2017) | 2 (1997, 2025) | 2 (1999, 2001)       | 2 (1995, 2023) |
| Ghana           | 2 (1995, 1999) | 2 (2005, 2017) | 2 (1997, 2007)       |                |
| Nigeria         | 2 (2001, 2007) | 2 (1995, 2013) | 1 (2003)             | 2 (2015, 2019) |
| Camerún         | 2 (2003, 2019) |                |                      | 1 (1999)       |
| Gambia          | 2 (2005, 2009) |                |                      |                |
| Burkina Faso    | 1 (2011)       | 2 (1999, 2001) | 2 (2009, 2023)       | 1 (2025)       |
| Marruecos       | 1 (2025)       | 1 (2023)       |                      | 1 (2013)       |
| Costa de Marfil | 1 (2013)       |                | 2 (2005, 2025)       | 1 (2011)       |
| Egipto          | 1 (1997)       |                |                      | 1 (2003)       |
| Senegal         | 1 (2023)       |                |                      |                |
| Guinea          |                | 1 (2019)       | 3 (1995, 2015, 2017) |                |
| Sudáfrica       |                | 1 (2015)       |                      | 1 (2005)       |
| Sierra Leona    |                | 1 (2003)       |                      |                |
| Togo            |                | 1 (2007)       |                      |                |
| Argelia         |                | 1 (2009)       |                      |                |
| Ruanda          |                | 1 (2011)       |                      |                |
| Túnez           |                |                | 1 (2013)             | 1 (2007)       |
| Congo           |                |                | 1 (2011)             |                |
| Angola          |                |                | 1 (2019)             |                |
| Etiopía         |                |                |                      | 1 (1997)       |
| Malaui          |                |                |                      | 1 (2009)       |
| Níger           |                |                |                      | 1 (2017)       |

## Desempeño
| Equipo          | 1995                          | 1997                          | 1999                          | 2001                          | 2003                          | 2005                          | 2007                          | 2009                          | 2011                          | 2013 | 2015 | 2017 | 2019 | 2023 | 2025 | Años |
| --------------- | ----------------------------- | ----------------------------- | ----------------------------- | ----------------------------- | ----------------------------- | ----------------------------- | ----------------------------- | ----------------------------- | ----------------------------- | ---- | ---- | ---- | ---- | ---- | ---- | ---- |
| Argelia         | •                             | •                             | •                             | ×                             | •                             | ×                             | •                             | 2º                            | •                             | •    | ×    | •    | •    | GS   |      | 2    |
| Angola          | •                             | GS                            | GS                            | •                             | •                             | •                             | •                             | •                             | •                             | •    | •    | GS   | 3º   | ×    |      | 4    |
| Botsuana        | GS                            | GS                            | •                             | •                             | •                             | •                             | •                             | •                             | ×                             | GS   | •    | •    | •    | •    |      | 3    |
| Burkina Faso    | ×                             | •                             | 2º                            | 2º                            | •                             | GS                            | GS                            | 3º                            | 1º                            | •    | •    | •    | •    | 3º   |      | 7    |
| Camerún         | ×                             | ×                             | 4º                            | GS                            | 1º                            | •                             | •                             | GS                            | •                             | •    | GS   | GS   | 1º   | GS   |      | 8    |
| Congo           | ×                             | ×                             | ×                             | ×                             | ×                             | •                             | ×                             | ×                             | 3º                            | GS   | •    |      | •    | GS   |      | 3    |
| Egipto          | •                             | 1º                            | •                             | ×                             | 4º                            | ×                             | •                             | ×                             | GS                            | ×    | •    | •    | ×    | •    |      | 3    |
| Eritrea         | ×                             | ×                             | ×                             | •                             | •                             | •                             | GS                            | •                             | ×                             | ×    | ×    | ×    | ×    | ×    |      | 1    |
| Suazilandia     | ×                             | ×                             | •                             | •                             | GS                            | ×                             | ×                             | ×                             | ×                             | ×    | ×    | ×    | •    | ×    |      | 1    |
| Etiopía         | ×                             | 4º                            | •                             | GS                            | GS                            | •                             | •                             | ×                             | •                             | •    | •    | •    | •    | •    |      | 3    |
| Gabón           | ×                             | ×                             | •                             | ×                             | •                             | ×                             | GS                            | •                             | •                             | GS   | •    | GS   | ×    | ×    |      | 3    |
| Gambia          | ×                             | ×                             | ×                             | •                             | GS                            | 1º                            | •                             | 1º                            | GS                            | •    | •    | ×    | •    | ×    |      | 4    |
| Ghana           | 1º                            | 3º                            | 1º                            | •                             | •                             | 2º                            | 3º                            | •                             | •                             | GS   |      | 2º   | •    | •    |      | 7    |
| Guinea          | 3º                            | •                             | GS                            |                               | GS                            | •                             | •                             | GS                            | •                             | •    | 3º   | 3º   | 2º   | ×    |      | 7    |
| Costa de Marfil | •                             | GS                            | •                             | ×                             | •                             | 3º                            | •                             | •                             | 4º                            | 1º   | GS   | •    | •    | •    |      | 5    |
| Malaui          | •                             | ×                             | •                             | •                             | •                             | ×                             | •                             | 4º                            | ×                             | •    | ×    | ×    | •    | •    |      | 1    |
| Malí            | 4º                            | 2º                            | 3º                            | 3º                            | •                             | GS                            | •                             | •                             | GS                            | •    | 1º   | 1º   | •    | 4º   |      | 9    |
| Marruecos       | •                             | •                             | •                             | •                             | •                             | •                             | •                             | ×                             | •                             | 4º   | •    | •    | GS   | 2°   |      | 3    |
| Mozambique      | GS                            | ×                             | ×                             | GS                            | •                             | •                             | •                             | •                             | •                             | •    | •    | •    | •    | •    |      | 2    |
| Níger           | ×                             | ×                             | ×                             | ×                             | ×                             | ×                             | ×                             |                               | ×                             | •    | GS   | 4º   | •    | •    |      | 2    |
| Nigeria         | 2º                            | •                             | GS                            | 1º                            | 3º                            | GS                            | 1º                            | •                             | •                             | 2º   | 4º   | •    | 4º   | GS   |      | 10   |
| Ruanda          | ×                             | ×                             | ×                             | •                             | ×                             | •                             | •                             | •                             | 2º                            | •    | •    | ×    | •    | ×    |      | 1    |
| Senegal         | ×                             | ×                             | •                             | •                             | •                             | •                             | •                             | ×                             | GS                            | •    | •    | •    | GS   | 1°   |      | 3    |
| Seychelles      | ×                             | ×                             | ×                             | GS                            | ×                             | ×                             | ×                             | •                             | ×                             | ×    | •    | •    | •    | •    |      | 1    |
| Sierra Leona    | •                             | •                             | ×                             | •                             | 2º                            | •                             | ×                             | •                             | •                             | ×    | ×    | ×    | •    | •    |      | 1    |
| Somalia         |                               |                               |                               |                               |                               |                               |                               |                               |                               |      |      |      |      | GS   |      | 1    |
| Sudáfrica       | •                             | •                             | •                             | •                             | •                             | 4º                            | GS                            | •                             | •                             | •    | 2º   | •    | •    | GS   |      | 4    |
| Sudán del Sur   | No existía.Era parte de Sudán | No existía.Era parte de Sudán | No existía.Era parte de Sudán | No existía.Era parte de Sudán | No existía.Era parte de Sudán | No existía.Era parte de Sudán | No existía.Era parte de Sudán | No existía.Era parte de Sudán | No existía.Era parte de Sudán | ×    | ×    | ×    | •    |      |      | 1    |
| Sudán           | GS                            | ×                             | ×                             | •                             | ×                             | •                             | •                             | •                             | •                             | ×    | •    | •    | •    | ×    |      | 1    |
| Tanzania        | •                             | ×                             | ×                             | •                             | •                             |                               | ×                             | ×                             | ×                             | •    | •    | GS   | GS   | •    |      | 2    |
| Togo            | •                             | ×                             | •                             | ×                             | ×                             | ×                             | 2º                            | ×                             | ×                             | ×    | •    | ×    | •    | •    |      | 1    |
| Túnez           | GS                            | •                             | •                             | •                             | •                             | •                             | 4º                            | •                             | •                             | 3º   | •    | •    | •    | •    |      | 3    |
| Uganda          | ×                             | ×                             | ×                             | ×                             | ×                             | ×                             | ×                             | ×                             | ×                             | ×    | •    | ×    | GS   | •    |      | 1    |
| Zambia          |                               | ×                             | •                             | •                             | •                             | ×                             | •                             | •                             | •                             | •    | GS   | •    | •    | GS   |      | 2    |
| Zimbabue        | •                             | GS                            | GS                            | •                             | •                             | GS                            | •                             | GS                            | ×                             | ×    | ×    | ×    | •    | ×    |      | 4    |

### Simbología
| - 1º – Campeón - 2º – Finalista - 3º – 3º Lugar - 4º – 4º Lugar - GS — Fase de grupos - q — Clasificado | - — Anfitrión - × — No participó - • – No clasificó - × — Se retiró antes de la clasificación/Prohibido de participar - a — Se retiró después de la clasificación - a — Descalificado después de la calificación |